# Gjalp

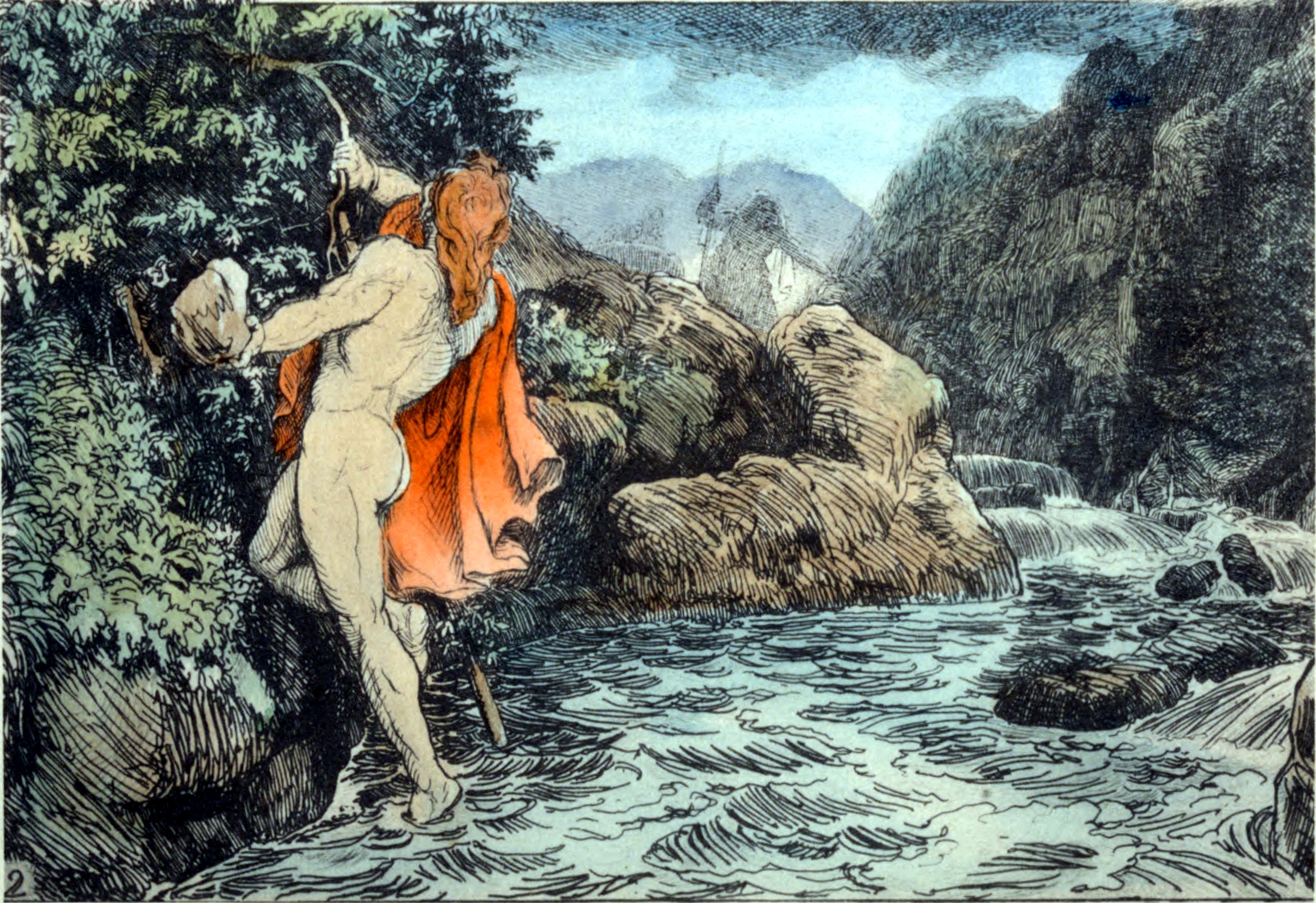
Tor klamrar sig fast när Gjalp urinerar i floden Vimur. Bild av Lorenz Frölich, 1906

Gjalp eller Gjölp (fornnordiska Gjálp, Gjǫlp; ”den tjutande”) är i nordisk mytologi en jättinna. Hon är dotter till jätten Geirröd och syster till Greip. När Tor närmar sig Geirröds trakter, så söker Gjalp hindra honom genom att låta älven Vimur svämma över. Hon misslyckas dock med att dränka guden och blir istället själv senare ihjälslagen av Tor, då denne besöker hennes far.
I det korta Vǫluspá i Hyndluljóð är Gjalp och Greip två av Heimdalls nio jättemödrar.
Namnet Gjalp förekommer också i tulorna som ett trollkvinnoheiti och finns i kenningar med betydelsen "jättekvinna", "jättinna".

## Snorres Edda
I Skáldskaparmál 18 berättas att Tor, när han en gång var på väg till den svekfulle jätten Geirröds gårdar måste vada över en flod som heter Vimur. Där fick Gjalp syn på honom och försökte dränka honom genom att kissa i floden så att det blev översvämning.
"När så Tor kom ut i älvens mitt, då växte vattenmassan så väldigt att den bröt i virvlar mot hans axlar. Då kvad Tor detta:
| Väx ej, Vimur, ty vada vill jag genom till jättars gårdar! | Vet, om du växer, då växer min asakraft ända upp emot himlen. |  |

Nu fick Tor uppe i en bergskreva se hur Geirröds dotter Gjalp stod där bredbent över ån, och det var hon som vållade vattenflödet. Då tog Tor ur älven upp en stor sten, som han kastade mot henne med orden: – Älv skall vid os stämmas! – Och inte missade han i det kastet. I detsamma sköljdes han våldsamt mot stranden, men fick tag i en rönnruska och hivade sig med dess hjälp ur älven; därför är det ett talesätt att rönnen är Tors björg (bärgning)."
Väl framme hos Geirröd blev Tor inlogerad i ett getstall. Där fanns en stol på vilken han satte sig. Men plötsligt kastades stolen uppåt – det var systrarna Gjalp och Greip som lyfte stolen för att krossa honom mot taket. Tor höll dock Grids stav i sin hand. Med den tog han spjärn mot en bjälke och tryckte så hårt tillbaka att stolen föll ned och krossade ryggen på både Gjalp och Greip.
Berättelsen om Tors kamp i Vimurs forsar, och hur han slutligen tog livet av Gjalp och Greip, finns också i Eilif Gudrunssons Þórsdrápa från 900-talets slut. I strof 14 får man veta hur jättinnornas ryggar knäcktes.
| Ok hám loga himni hall-fylvingum vallar tróðusk þær við tróði tungls brá salar þrungu. Húfstjóri braut hváru hreggs váfreiðar tveggja hlátrelliða hellis hundfornan kjǫl sprundi. | Lötens brunspröt då lät de låghemmets skumvalv klämma; tryckta med brak mot taket tunglens bråsalar gungat. Svävande stormnäs' stävkarms styrare läggbröt bägge grottvivens skratts skutors skorvgamla köl: som de bölat! |  |

Att berättelsen varit välkänd vid denna tid framgår av att skalden Ulf Uggason i Húsdrápa kallar Tor "Vimurs vads jätte", och Veturlide Sumarlidesson säger i en dikt om Tor: "Du stod över den döda Gjalp" (stóttu of Gjálp dauða).

## Gesta Danorum
Länge efter sin död förde Geirröd och hans döttrar en draugliknande spöktillvaro i det sönderslagna hemmet, berättar Saxo Grammaticus. På kung Gorms tid företogs en forskningsfärd till Geirröds klippborg, belägen långt bort i Bjarmia ulterior. Expeditionen omfattade 300 man och tre skepp och föranleddes av ett rykte att det i den gamla spökborgen fanns omätliga rikedomar – vilket visade sig stämma, men dyrbarheterna var förhäxade och kunde inte vidröras. Borgen bar omfattande skador efter Tors framfart. Jätten Geirröd påträffades med genomborrad kropp av expeditionsmedlemmarna i en bergsal. Tor hade, förklarar Saxo, slungat en glödande järnstång genom bröstet på honom. Stången hade sedan flugit vidare, trasat sönder hela fjället och brutit igenom bergsidan. På stolar bredvid den slagne jätten satt hans koppärriga döttrar med brutna ryggar. Enligt Saxo var döttrarna tre till antalet och de var slagna av Tors åskvigg. Deras namn nämns inte, men två av dem bör ha varit Gjalp och Greip.
Saxos skildring är från 1100-talets slut – eller från omkring år 1200. Den är alltså äldre än Snorres Edda.

## Poetiska Eddan

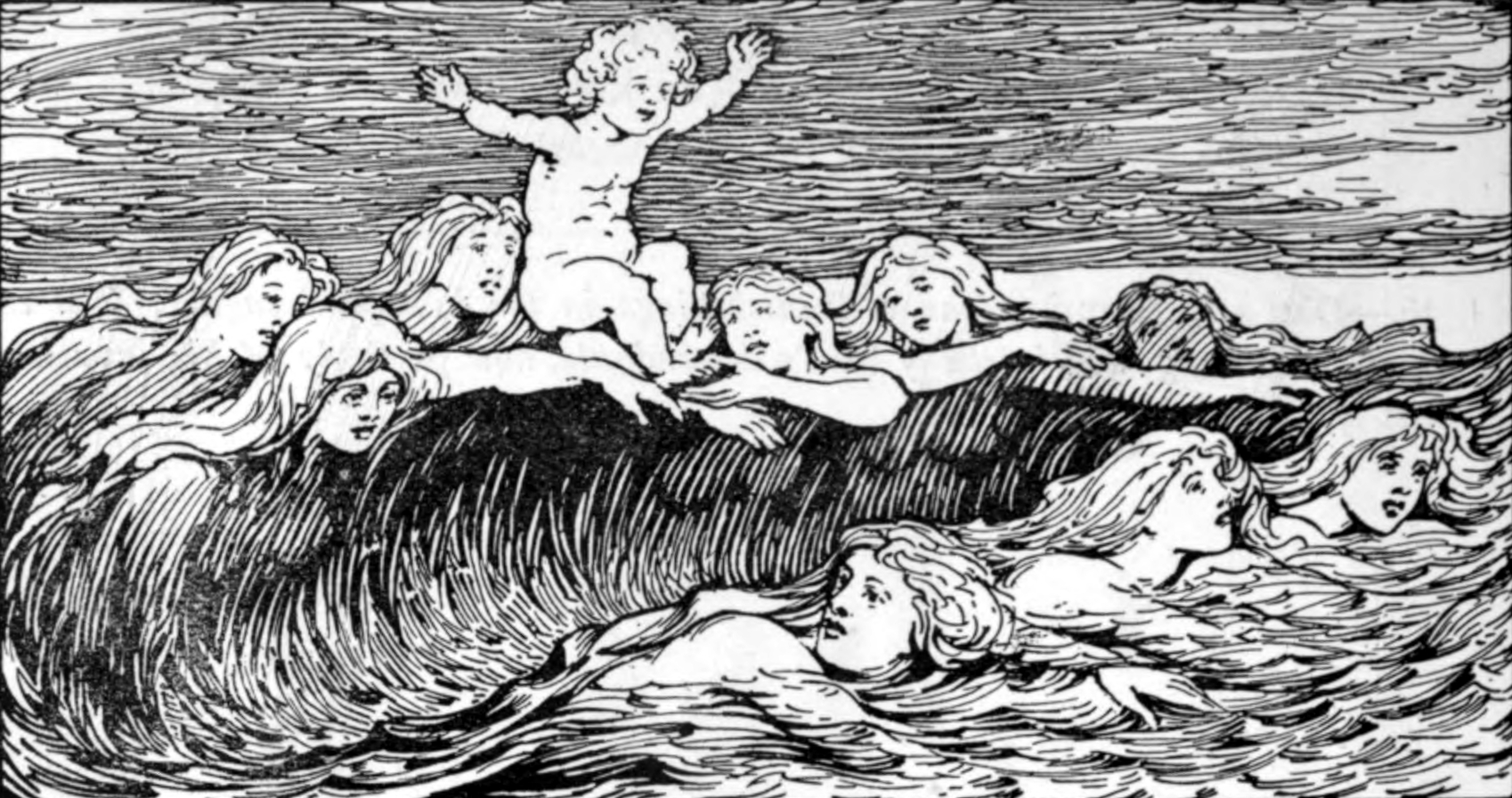
Heimdalls nio mödrar av W.G. Collingwood, 1908.

I det korta Völuspå (Vǫluspá in skamma) i Hyndluljóð står Gjalp (Gjǫlp) som namnet på den första av de nio jättemör, som gemensamt i urtiden födde en gudason. Gudens namn omtalas inte – men troligen var det Heimdall.
Att Heimdall har nio mödrar berättar Snorre Sturlasson, och sina källor uppger han vara den nu förlorade Heimdalargaldr samt en strof ur Ulf Uggasons Húsdrápa. Men myten känner fler tänkbara mödrar till Heimdall. Förutom jättinnorna i Hyndluljóð finns Ägirs nio döttrar, liksom Njords, och Menglöd har nio tärnor. Dessutom skulle mödrarna kunna vara identiska med de nio urtidsmakter som omtalas i Vǫluspá 2.
Vilket av dessa kvinnokollektiv som är Heimdalls mödrar framgår inte klart av källorna, men fadern uppges av Snorre vara Oden. Detta stärker kanske sannolikheten för att Gjalp är en av mödrarna, eftersom Oden ofta kurtiserade jättinnor. Å andra sidan kallas mödrarna i Hyndluljóð för "jǫtna meyjar" – mör, jungfrur – vilket leder tankarna till jungfrufödelse. I så fall har Heimdall aldrig haft någon far.

## Tulorna
I tulorna är namnet Gjalp (Gjǫlp) ett heiti med betydelsen "jättinna". Namnet finns också i några kenningar inom skaldediktningen. I Grettes saga står "stridens Gjalp" (snerru Gjálp) som omskrivning för "stridsyxa" och i Egil Skallagrimssons Huvudlösen liksom i Tord Kolbeinssons Eiríksdrápa, står "Gjalps häst" som kenning för "varg". (Gjálpar skær respektive Gjálpar stóð – i det senare fallet antyds en hel vargflock som riddjur.)